# Nodaway (Iowa)
Nodaway es una ciudad ubicada en el condado de Adams en el estado estadounidense de Iowa. En el Censo de 2010 tenía una población de 114 habitantes y una densidad poblacional de 82,27 personas por km².

## Geografía
Nodaway se encuentra ubicada en las coordenadas 40°56′12″N 94°53′43″O / 40.93667, -94.89528. Según la Oficina del Censo de los Estados Unidos, Nodaway tiene una superficie total de 1.39 km², de la cual 1.39 km² corresponden a tierra firme y (0%) 0 km² es agua.

## Demografía
Según el censo de 2010, había 114 personas residiendo en Nodaway. La densidad de población era de 82,27 hab./km². De los 114 habitantes, Nodaway estaba compuesto por el 98.25% blancos, el 0% eran afroamericanos, el 0% eran amerindios, el 0% eran asiáticos, el 0% eran isleños del Pacífico, el 0% eran de otras razas y el 1.75% pertenecían a dos o más razas. Del total de la población el 0% eran hispanos o latinos de cualquier raza.